# Centropomus
Famille
Genre
Centropomus Lacépède, 1802 est le genre unique de la famille des Centropomidae Poey, 1868. Il y a douze espèces reconnues.
Ce terme vient du grec kentron (aiguillon) et poma (opercule). Le « Centropomus undecimalis » est un poisson vivant dans les mers d'Amérique, dit « brochet de mer ».

## Ancienne sous-famille Latinae
Une analyse cladistique de 2004, a montré que la famille Centropomidae était paraphylétique. L'ancienne sous-famille Latinae a depuis été élevée au rang de famille sous le nom Latidae.

## Liste des espèces
Selon FishBase (30 janv. 2016) :
- Centropomus armatus Gill, 1863
- Centropomus ensiferus Poey, 1860
- Centropomus medius Günther, 1864
- Centropomus mexicanus Bocourt, 1868
- Centropomus nigrescens Günther, 1864
- Centropomus parallelus Poey, 1860
- Centropomus pectinatus Poey, 1860
- Centropomus poeyi Chávez, 1961
- Centropomus robalito Jordan & Gilbert, 1882
- Centropomus undecimalis (Bloch, 1792)  - Snook olive
- Centropomus unionensis Bocourt, 1868
- Centropomus viridis Lockington, 1877

## Autres espèces de poissons « centropome »
On a donné le nom de « centropome » à tous les poissons comme le labrax lupus ou bar.
C'est aussi le camuri de Marcgrave, la sphyrène or vert et la persèque loubine.
- Centrarchus : poisson faisant partie des acanthoptères, de la famille des percidés. Perches de roche « bar » d'eau douce d'Amérique du Nord. Exemple : Centrarchus hexacanthus du lac Huron, Centrarchus tetracanthus de Cuba.
- Centrisque (Centriscus) : poisson faisant partie des acanthoptères, de la famille des fistularidés, de forme comprimée, à bouche prolongée en long museau tubuleux. Dit aussi poisson trompette, bécasse de mer. Poisson rare de Méditerranée de 10 cm à 15 cm, il a le corps rose doré ou gris métallique en dessus, avec le dessous et les flancs d'un rose argenté.
- Centrolophe, du grec kentron (aiguillon), et lophos (cou). Poisson faisant partie des acanthoptères, de la famille des scombéridés. Corps de forme oblongue, couvert de petites écailles, avec la nageoire dorsale longue et écailleuse à sa base. Les espèces centrolophes se trouve sur les côtes de France. Genre  Centrolophus pompilus, Centrolophus Valenciennesi (Méditerranée), Centrolophus ovalis.